# Jaume Rotés Querol
Pour les articles homonymes, voir Querol (homonymie).
Jaume Rotés Querol est un médecin catalan né le 15 janvier 1921 à Balaguer et mort le 29 janvier 2008 à Barcelone, connu pour ses travaux en rhumatologie.

## Biographie
Fils de commerçant, il étudie la médecine à l'université de Barcelone après la guerre civile espagnole. Spécialisé en rhumatologie à Paris en 1948, il a participé à la description de la maladie de Forestier ou maladie de Forestier et Rotes-Quérol appelée aussi hyperostose vertébrale engainante.
En 1956, il passe une thèse de doctorat à l'Université de Barcelone intitulée : « Contribution à l'étude des manifestations ostéo-articulaires de la brucellose », publiée en 1959. En 1968 il est nommé directeur de l'école de rhumatologie de la faculté de médecine de Barcelone. Il a été président de la « Société espagnole de rhumatologie » et fondateur et directeur de la « Revue espagnole de rhumatologie ». Il était également membre honoraire de l' « American Rheumatism Association » depuis 1980 et en 2000, il crée la « Bibliothèque Rotés Jaime Querol ».

## Œuvre
- Retalls (ed. de la Magrana, 2009,  (ISBN 9788498674194))
- Tratamiento actual de los reumatismos, para el médico práctico
- Estudios sobre el síndrome psicógeno del aparato locomotor
- La gota (avec J. Muñoz Gómez)
- Semiología de los reumatismos (avec E. Lience i D. Roig Escofet)
- Tratamiento de la artritis reumatoidea: saberes y práctica (avec R. Sanmartí i Sala)
- Reumatología clínica

## Distinction
- Prix Narcís-Monturiol en 1991.
- Croix de Saint-Georges en 2002.